# Chipping Campden
Chipping Campden is een kleine marktstad en civil parish in de Cotswolds. Het is bekend om zijn elegante High Street in terrassen, daterend uit de 14e tot de 17e eeuw. ‘Chipping’ komt van het oud-Engels en betekent markt, marktplaats. 
In de middeleeuwen was Chipping Campden het centrum van de wolhandel waardoor het de bescherming genoot van rijke wolkooplieden. Tegenwoordig is het een populaire toeristische bestemming met oude herbergen, hotels, winkeltjes en restaurants. In de High Street staan huizen in honingkleurige kalksteen, uit lokaal gedolven kalksteenrots, bekend als Cotswoldsteen. Ze zijn gebouwd in een fijne volkse architectuur. In het midden staat de markthal met zijn prachtige gewelven, gebouwd in 1627.
Andere attracties zijn onder andere de grootse kerk van Sint James, met haar middeleeuwse altaarfronten en extravagant 17de-eeuws monument voor de rijke zijdehandelaar Sir Doper Hicks en zijn familie, en de armenhuizen en Woolstaplers Hall. De hofschuur nabij de kerk is nu een museum ter ere van de rijke Arts and Crafts traditie van de streek. 
Er zijn twee beroemde en historische tuinen in de buurt: Hidcote Manor Garden, eigendom van en beheerd door de National Trust; en Kiftsgate, in privé eigendom maar open voor het publiek.

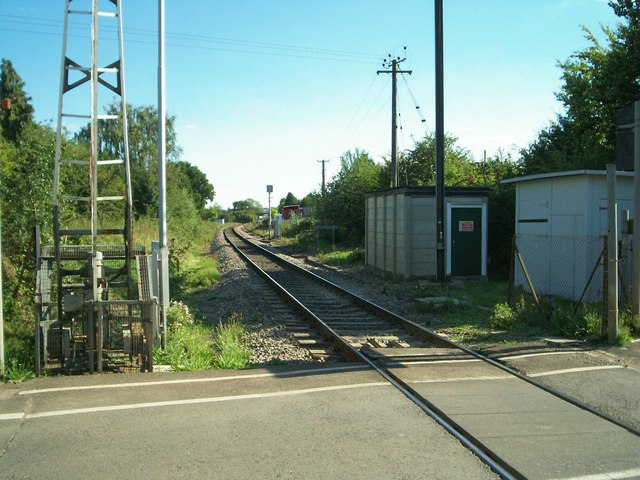
Voormalig station Chipping Campden